# Erasmus Student Network
Erasmus Student Network (kratica ESN) je ena izmed največjih študentskih organizacij v Evropi, ki je bila leta 1990 ustanovljena v Belgiji. Glavni cilj ustanovitve organizacije je bila pomoč študentom različnih držav, ki se odločijo za študentsko izmenjavo.

## Zgodovina
Leta 1987 je Evropska skupnost izdelala plan za mobilnost ljudi v Evropi. Del tega plana je bil tudi program za mobilnost študentov Erasmus, ki bi študentom omogočal, da del svojih študijskih obveznosti lahko opravljajo na partnerskih univerzah v tujini. 
Program Erasmus se je skoraj povsod po Evropi dobro prijel, s tem pa so postale očitne nekatere težave, ki so se pojavile študentom, ki so se za mobilnost odločili. Tako so odgovorni za Erasmus izmenjave v Belgiji sklicali sestanek, na katerem so s študenti oblikovali program, ki bi temeljil predvsem na načelu, da si študenti pomagajo med seboj.
Oktobra 1990 je bila ustanovitvena seja v Copenhagnu na Danskem, katere se je udeležilo 49 predstavnikov skoraj vseh članic Evropske skupnosti. Na tej seji se je uradno ustanovilo združenje ESN. Do leta 2008 se je ESN mreža razširila v 34 držav, vključuje pa 267 univerz in institucij za visokošolsko izobraževanje. 
Od septembra 2005 ima ESN svoj sedež v Bruslju, kjer svoje delo opravljajo predsednik, podpredsednik, tajnik, računovodja, računalniški administrator in predstavnik za odnose z javnostmi. Le ti predstavljajo Board ESN-ja, ki preko leta prebiva v ESN hiši v Bruslju.
S sprejetjem Bolonjske deklaracije, število študentov, ki se udeležujejo Erasmus programov le še narašča, kar pa pomeni, da se bo morala tudi mreža ESN sekcij razširiti.  

## Struktura
Vsaka ESN sekcija je ustanovljena v duhu, da študentom pomaga. Član ESN sekcije je lahko kdorkoli, ki le pokaže nekaj zanimanja za tematiko in prostovoljno delo. Sekcija nove člane vpelje v ESN delovanje in jih pouči o sami strukturi, delu, ciljih, … 
Večkrat na leto se od dva do trije predstavniki sekcije odpravijo na sestanek vseh ESN sekcij v državi. Na teh zborih, udeleženci poročajo o delovanju določene sekcije, izmenjujejo mnenja, si pomagajo in izmenjujejo izkušnje. Letno na enem izmed sestankov predstavniki volijo nacionalnega predstavnika, ki predhodno odda kandidaturo. S tem nazivom NR pridobi tudi mesto v Svetu nacionalnih predstavnikov. 
Poleg Sveta na mednarodni ravni poznamo še Odbor, ki je pravzaprav vodilna skupina v ESN. V ESN Boardu, ki ima sedež v Bruslju v ESN House, so predstavniki, ki jih vsakoletno izvolijo na letnem sestanku vseh obstoječih ESN sekcij - Annual general meetingu. Volilno pravico ima predstavnik vsake sekcije, da pa so volitve veljavne, mora biti prisotnih vsaj 60 % volilnih upravičencev. 
Poleg Odbora ima ESN še nekatere tako imenovane delovne skupine, kot so:
- Webmaster with Web Team
- PR Material Coordinator
- ESN Survey Coordinator with ESN Survey Team
- CNR Working Groups

## Dejavnosti
ESN temelji predvsem na načelu prostovoljnega dela. Svojo pomoč ponuja preko 150.000 študentom, poleg tega pa pomaga pri razvoju kvalitete samih Erasmus programov. Glavne naloge in dejavnosti so:
- trudijo se izboljšati integracijo tujih študentov v okolje
- izpolnjujejo potrebe in pričakovanja tujih študentov
- ves čas posredujejo najnovejše informacije o programih za izmenjave
- delajo tako, kot je v interesu študentom

Glavna panoga ESN organizacije je pomoč tujim študentom, ki se na izmenjavah mnogokrat soočajo s takimi in drugačnimi problemi. Lokalna ESN sekcija pripravi družabne dogodke, izlete, zabave, športne aktivnosti, filmske večere, jezikovne tandeme, mednarodne večere in še in še. V veliko sekcijah imajo vzpostavljen tutorski oziroma mentorski sistem, da je sodelovanje s študenti kar najboljše. 
Poleg tega, da aktivno sodelujejo pri ustvarjanju dobrega počutja tujih študentov, pa radi pomagajo tudi študentom, ki so se ravno vrnili nazaj iz izmenjave in lahko naletijo na določene težave predvsem pa se morajo vklopiti nazaj v domače okolje. Prav ti študentje se največkrat vključujejo v samo delovanje ESN sekcije, saj se zavedajo, kakšno pomoč so sami potrebovali, ko so bili na izmenjavi. Prav vračajoči se študentje so torej najbogatejši vir idej in izkušenj.

## Poslanstvo, vizija in načela
Poslanstvo in vizija sta bila definirana na AGM. 
Poslanstvo ESN je razširiti in olajšati študentsko mobilnost med visokošolskimi institucijami, po načelu SHS – Student Helping Student.
Vizija ESN organizacije je, da se razširi znanje, spoštovanje, zaupanje in z vsem tem tudi mir med raznolikimi kulturami, posamezniki, skupinami, ljudmi in navsezadnje državami. Pri tem ESN sodeluje z različnimi Evropskimi institucijami, ki imajo podobno vizijo. ESN teži k temu, da bi se čim več predvsem mladih in ambicioznih ljudi preseljevalo, nabiralo izkušnje, se nato vračalo domov, ali v katerokoli drugo državo, pri tem pa pridobilo izkušnje, ki omogočajo nenazadnje tudi osebno rast.
Ker si želijo, da bi izmenjava predstavljala pozitivno izkušnjo, ESN študentom pomaga že pri samem postopku:
- izbora destinacije
- pridobitvi štipendije in pravilna prijava
- enostavnemu vključevanju v okolje, tudi preko jezikovnih tečajev
- po koncu izmenjave pomagajo pri priznavanju znanj
- pri omogočanju priložnosti, da svojo izkušnjo delijo z drugimi študent

Načela, ki povezujejo člane ESN so:
- študenti za študente
- zabava, prijateljstvo in spoštovanje
- odprtost za mednarodne izkušnje
- Evropo sprejemati kot prostor za mir in z veliko kulturno raznolikostjo
- odprtost za nova poznanstva
- sodelovanje

## Mednarodni dogodki
Glavni od vseh dogodkov v ESN mreži je seveda Letno srečanje vseh ESN sekcij. Na letnem srečanju, potekajo volitve v Odbor, predstavi se spremembe statuta, predstavi se preteklo delovanje ESN organizacije, tam so slavnostne predaje naziva NR – National Representative – nacionalnih predstavnikov, razne delavnice in izobraževlni seminarji, poleg vsega pa so organizirani tudi dogodki, kot so:
- International dinner, kjer se vsaka država predstavi s svojimi tipičnimi jedmi in pijačo,
- spoznavni večer,
- gala večerja,
- ter še nekateri drugi eventi, ki jih sekcija organizatorica lahko po želji priredi.

Najpomembnejši del AGM-ja je Info market, na katerega vsaka država s svojimi sekcijami prinese brošure, predstavitveni material, tam spoznavamo druge sekcije in navezujemo nove stike z univerzami. AGM je organiziran letno, ponavadi marca ali aprila, kraj pa se vsako leto izvoli na AGM-ju. Za prireditelja se lahko prijavi katerakoli sekcija iz katerekoli države, nato svoj program predstavi na AGM-ju in če je sekcija izvoljena je naslednje leto ta sekcija izbrana za prirediteljico projekta.
Poleg AGM-ja imamo letno tudi Regijske platforme – Regional platforms. Teh platform se udeležijo predstavniki vseh sekcij v tisti regiji, za katero je platforma prirejena. Na platformi udeleženci delijo svoje izkušnje, znanje in kulturo, način organizacije pa je precej podoben AGM-ju. Poznamo naslednje Regionalne platforme:
- South Eastern European Platform (2008 - Sarajevo, Bosna in Hercegovina);
- Western European Platform (kraj še ni znan);
- Nordic European Platform (2008 - Tartu, Estonija);
- South Western European Platform (2008 - Milano, Italija);
- Central European Platform (kraj še ni znan);

Kot zadnji internacionalni event pa poznamo Cultural Medley, ki prav posebnega prevoda v slovenščino nima, še najbližje bi bil izraz Platforma kulturne raznolikosti. Ta dogodek je organiziran tako, da se država gostiteljica oziroma regija iz katere prihaja sekcija, kulturno predstavi preko različnih dogodkov, zabav, izletov, …

## ESN House
ESN hiša je prostor, kjer v času mandata živi Odbor. Nahaja se v Bruslju. Pomembno je, da je board za svoje delo minimalno plačan, kljub temu, da so zaposleni za polni delovni čas. Plačila dobijo le toliko, da pokrijejo stroške hrane, imajo pa pokrito bivanje v hiši in pa javni prevoz. Za v Odbor lahko kandidaturo vloži član katerekoli sekcije ESN, ki zna francosko in angleško.
ESN hiša pa je pomembna še iz enega drugega vidika. V hiši je vedno dobrodošel vsak član ESN-ja. Pomembno je le, da vsaj 7 dni pred svojim prihodom obvesti board preko e-pošte o svojem prihodu ter, da se zaveda, da je za bivanje potrebno upoštevati tudi hišni red. Bivanje je za člane ESN mreže brezplačno, v praksi pa za zahvalo član prinese neko značilno malenkost svoje države, ki bogati raznolikost ESN hiše. Za bivanje tujih študentov v Sloveniji, pa skrbijo tudi platforme kot so Erasmus Home, ki študentom nudijo pomoč in enostavno iskanje namestitev med študentsko izmenjavo v Sloveniji.

## ESN v Sloveniji
V Sloveniji je ESN delovanje pravno nekoliko drugače zastavljeno. Zaradi študentskih organizacij, ki jih v tujini večinoma ne poznajo, ESN ne more biti samostojna organizacija, lahko pa deluje v okviru druge institucije. V Sloveniji imamo 2 sekciji, ki delujeta v okviru univerze, ter 4 sekcije, ki delujejo v okviru študentske organizacije. ESN sekcije v Sloveniji lahko najdete v:
- Ljubljani, ESN Ljubljana, deluje v okviru Mednarodnega resorja, ŠOU Ljubljana
- Ljubljani, ESN Ljubljana University, deluje v okviru Univerze v Ljubljani
- Mariboru, ESN Maribor, deluje v okviru Univerze v Mariboru
- Mariboru, ESN ŠOUM Maribor, deluje v okviru Mednarodnega resorja, ŠOUM
- Kranju, ESN Kranj, deluje v okviru Mednarodnega resorja, ŠOUM
- Kopru, ESN Primorska, deluje v okviru Mednarodnega resorja, ŠOUP

Med drugimi so bili nacionalni predstavniki (NR) v Svetu Nacionalnih Predstavnikov (CNR) naslednji člani:
- Matej Acceto 2000 - ESN LJ
- Anita Novak - 2002
- Vanja Jus - 2003 - ESN ŠOUM MB
- Ana Tominc - 2005 ESN PRIMORSKA
- Katja Boh 2006 - ESN ŠOUM MB
- Gorazd Šter - 2007 ESN KRANJ
- Klemen Vovšek - 2008/2009 ESN MARIBOR
- Matjaž Dolenc - 2010 - ESN ŠOUM MB
- Tina Podgornik - 2010/2011 ESN KRANJ
- Nicole Kapel - 2011/2012 ESN MARIBOR
- Matevž Starič - 2012/2013 ESN ŠOUM
- Anka Jež - 2013/2014, 2014/2015

Za članstvo v mreži ESN ni potreben status študenta.